# Antoni Pérez i Garzón
Antoni Pérez i Garzón   (Jete, 1943) va ser el primer batlle democràtic d'Esplugues de Llobregat, i va governar 19 anys i 11 mesos, fins que un cas de corrupció el va fer abandonar a mig mandat, el març del 1998. El va succeir Lorenzo Palacín Badorrey.

## Biografia
Va arribar a Catalunya amb 18 anys i el 1974, va establir la residència a Esplugues. Es va casar amb Maria Àngels Sardà i Camprubí (†1997), amb qui va tenir dos fills: Joaquim i Ignasi.

### Trajectòria política i institucional
Antoni Pérez va encapçalar la llista del PSC a Esplugues a les primeres eleccions democràtiques des de la Segona República. Es presentava com a independent amb un programa basat en els següents eixos: transparència i lluita contra la corrupció; autonomia, democràcia i participació, etc.; propostes socials diverses per millorar la qualitat de vida dels ciutadans; finançament local suficient i un marc legal general apropiat.
Antoni Pérez va guanyar per majoria absoluta les eleccions de 1983, 1987, 1991 i 1995. El programa incidia en l'estructuració de la ciutat i la cohesió social i el benestar, la regeneració econòmica i la millora de la qualitat democràtica i la transparència, malgrat les queixes de l'oposició al llarg dels anys de manca de cultura democràtica, sobretot a mesura que se succeïen les majories absolutes.
L'any 1995 va tornar a ser elegit com a alcalde amb majoria absoluta. Entre les seves prioritats hi havia enllestir els grans projectes de ciutat, com el tramvia, el parc de la Solidaritat i el torrent d'en Farré. Els grups de l'oposició demanaven més democràcia interna i respecte i denunciaven irregularitats en la gestió.
El 5 de març del 1998 va ser condemnat per prevaricació i inhabilitat en el càrrec per 8 anys. El delicte, comès el 1995, consistia en la signatura de dos decrets que permetien instal·lar un negoci de compravenda de vehicles d'ocasió. L'empresa beneficiària, Arboledas Escolà SL, era una societat de què era administrador i accionista el seu fill. Arran d'aquests fets, el 8 de març va presentar la dimissió irrevocable de l'alcaldia, i també de la presidència del PSC del Baix Llobregat, malgrat defensar sempre la seva innocència.
Antoni Pérez també es va veure involucrat en el cas AGT, una causa que es va arxivar.
Antoni Pérez va dir que el balanç dels 19 anys de govern era el «d'estar al servei dels ciutadans» per «una ciutat més oberta, progressista, vertebrada, amb major benestar social per al moviment associatiu i als diferents col·lectius socials».